# 酒井忠学
酒井 忠学（さかい ただのり）は、江戸時代後期の大名。播磨姫路藩の第5代藩主。雅楽頭系酒井家18代。

## 生涯
第3代藩主・酒井忠道の8男として生まれる。叔父で第4代藩主を継いだ忠実の養嗣子となりその家督を継ぐ。正室に11代将軍徳川家斉の娘・喜代姫を迎えた。37歳で死去し、家督は娘婿で養父忠実の孫（自身の従甥にあたる）の忠宝が継いだ。

## 経歴
- 1808年（文化5年） ：生まれ
- 1835年（天保6年） ：酒井家相続（4月27日）
- 1844年（天保15年） ：死去（10月10日）、享年37

## 官歴
- 1822年（文政5年） ：従四位下・河内守
- 1831年（天保2年） ：侍従
- 1834年（天保5年） ：左近衛少将
- 1835年（天保6年） ：雅楽頭